# Fresh from the City
Fresh from the City è un cortometraggio muto del 1920 diretto da Walter Wright qui al suo ultimo film.

## Produzione
Il film fu prodotto dalla Mack Sennett Comedies.

## Distribuzione
Distribuito dalla Paramount Pictures (con il nome Paramount Famous Lasky Corporation), il film uscì nelle sale cinematografiche USA il 2 maggio 1920.